# أولغا رودريغيز (صحفية)

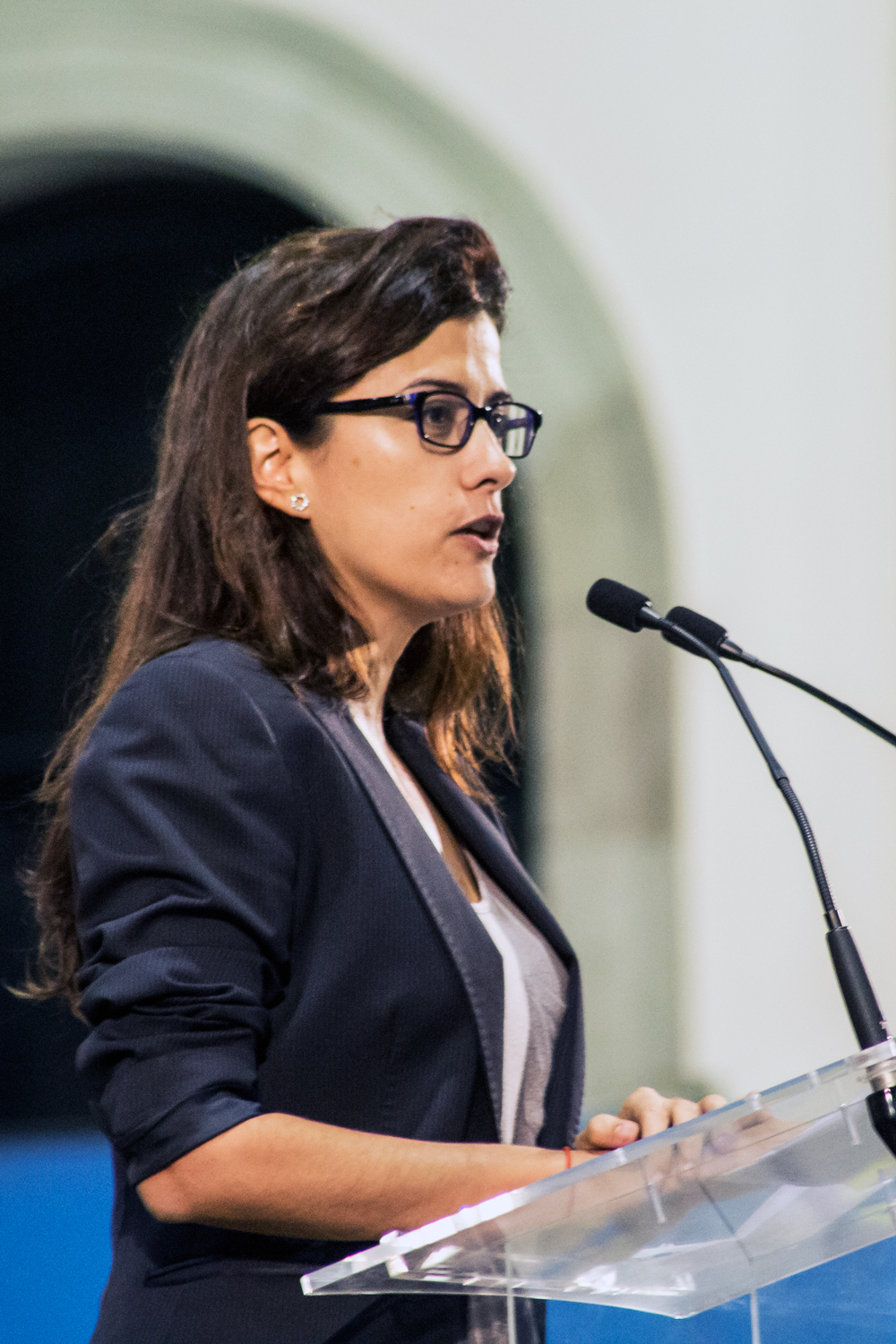
أولغا رودريغيز

أولغا رودريغيز (بالإسبانية: Olga Rodríguez Francisco) (مواليد ليون 1975) هي صحفية إسبانية شاركت في تأسيس موقع eldiario.es و شاركت في التغطية الصحفية للعديد من الصراعات والأزمات خاصة في الشرق الأوسط.

## حياتها
تخرجت من جامعة كومبلوتنسي في مدريد والجامعة الوطنية للتعليم عن بعد (UNED). في عام 2003 ، غطت الحرب في العراق. كانت في فندق فلسطين ، أثناء وفاة خوسيه كوسو وتاراس بروتسيوك . لقد قامت بالتغطية الصحفية من الأراضي الفلسطينية، أفغانستان وسوريا. غطت أزمة اللاجئين الأفغان أو العراقيين أو السوريين. في عام 2011 ، غطت الربيع العربي في مصر.

## أعمال
- Aquí Bagdad. Crónica de una guerra (Editorial Velecío, 2004).[2][3]
- A. Crónica de una guerra (Editorial Velecío، 2004).[2][4]
- José Couso، la mirada incómoda (2004)، como coautora.[4]
- hombre mojado no teme la lluvia. Voces de Oriente Medio (Editorial Debate، 2009).
- . Las revueltas en el mundo árabe (Editorial Debate، 2012) .7
- الكرامة. Las revueltas árabes (التحرير الافتتاحي، رقمي)

## روابط خارجية
- https://www.democracynow.org/2005/3/23/wounded_spanish_journalist_olga_rodriguez_describes